# 4105 Tsia
A 4105 Tsia (ideiglenes jelöléssel 1989 EK) a Naprendszer kisbolygóövében található aszteroida. Eleanor F. Helin fedezte fel 1989. március 5-én.